# Zhangzhung
Zhangzhung eller Shangshung var en gammel kultur og et rige af vestlige og nordvestlige Tibet, som forudindfører kulturen af tibetansk buddhisme i Tibet. Zhangzhung kultur er forbundet med Bön-religionen, som igen har påvirket filosofier og praksis i tibetansk buddhisme. Zhangzhung-folk nævnes ofte i gamle tibetanske tekster som de oprindelige herskere i det centrale og vestlige Tibet. Kun i de sidste to årtier har arkæologer fået adgang til at gøre arkæologisk arbejde i de områder, der engang blev styret af Zhangzhung.
For nylig er der blevet foreslået en foreløbig kamp mellem Zhangzhung og en jernalderkultur, der nu afdækkes på Changtang-plateauet i det nordvestlige Tibet.

## Omfanget af Zhang Zhung-rigerne
Ifølge Lake Manasarowar-annalerne, på et tidspunkt bestod Zhangzhung-civilisationen af 18 kongeriger i den vestlige og nordvestlige del af Tibet. Zhangzhung-kulturen var centreret på det hellige bjerg Kailash og udbredt i vest til Skythien og nutidens Ladakh og Baltistan, i sydvest til Jalandhar, i syd til kongeriget Mustang i Nepal, i øst til at inkludere det centrale Tibet og i nord over det store Chang Tang-plateau og Taklamakan-ørkenen til Shanshan. Således omfattede Zhangzhung-kulturen den store del af "verdens tag".
Ifølge traditionen bestod Zhangzhung af tre forskellige regioner: sGob-ba, den ydre, Phug-Pa, den indre og Bar-ba, midten. Det ydre er det, vi kalder det vestlige Tibet, fra Gilgit i vest til Dangs-ra Khyung-Rzzong i øst ved siden af søen GNam-Mtsho og fra Khotan i nord til Chu-Mig Brgyad-Cu rtsa-Gnyis i syd. Det indre område siges at være sTag-gzig (Tazig, ofte identificeret med Baktrien) og den midterste rGya-mkhar bar-chod, et sted, der endnu ikke er identificeret. " Selvom det ikke er sikkert, om Zhangzhung virkelig var så stort, er det kendt, at det var et selvstændigt rige og dækkede hele det vestlige Tibet..
Hovedstaden Zhangzhung blev kaldt Khyunglung (Wylie: Khyunglung Ngülkhar eller Wylie: Khyung-lung dngul-mkhar), "Sølvpaladset Garuda", sydvest for Kailash-bjerget (Mount Ti-se), som er identificeret med paladser fundet i det øvre af Sutlej-dalen.
Zhang Zhung byggede et tårnhøje fort, Chugtso Dropo, på bredden af den hellige sø Dangra, hvorfra de udøvede militær magt over det omkringliggende distrikt i det centrale Tibet.
Den kendsgerning, at nogle af de gamle tekster, der beskriver Zhangzhung-riget, hævdede også, at Sutlej-dalen var Shambhala, lykkelandet (hvorfra James Hilton muligvis hentede navnet "Shangri La"), kan have forsinket deres studie af vestlige lærde.
Ifølge Rolf Alfred Stein var området for Zhangzhung ikke historisk en del af Tibet og var et tydeligt fremmed territorium for tibetanerne: "... Derefter længere i vest stødte tibetanerne på en tydelig fremmed nation. - Shangshung, med hovedstad i Khyunglung. Mt. Kailāśa (Tise) og Lake Manasarovar er en del af dette land., Hvis sprog er kommet ned til os gennem tidlige dokumenter. Selv om det stadig er uidentificeret, ser det ud til at være indo-europæisk. ... Geografisk var landet sikkert åbent for Indien, både gennem Nepal og i form af Kashmir og Ladakh. Kailāśa er et hellig sted for indianerne, der gør pilgrimages til det. Ingen ved, hvor længe de har gjort det, men kulten kan godt gå tilbage til de tidspunkter, hvor Shangshung stadig var uafhængig af Tibet.
Hvor langt Shangshung strækkes mod nord, øst og vest er et mysterium .... Vi har allerede haft lejlighed til at bemærke, at Shangshung, der omfatter Kailāśa hellige Hindusbjerge, måske en gang har haft en religion, der stort set er lånt fra hinduismen. Situationen kan endda have været i lang tid. Faktisk omkring 950 havde den hinduiske konge i Kabul en statue af Vişņu, af kashmiri-typen (med tre hoveder), som han hævdede, var blevet givet ham af kongen af Bhota (tibetanerne), der igen havde fået det fra Kailāśa." 
En krønike om Ladakh sammenskrevet i det 17. århundrede kaldet La dvags rgyal rabs, hvilket betyder "den kongelige kronik om kongerne i Ladakh" indspillede, at denne grænse var traditionel og kendt. Den første del af krøniken blev skrevet i årene 1610 og 1640, og anden halvdel mod slutningen af det 17. århundrede. Arbejdet er blevet oversat til engelsk af A. H. Francke og udgivet i 1926 i Calcutta med titlen "Antiquities of Indian Tibet". I bind 2 beskriver Ladakhi-kronikken opdelingen af kong Sykid-Ida-ngeema-gon af hans kongerige mellem hans tre sønner, og så kronikken beskrev omfanget af område sikret af sønnen: "Han gav hver sin sønner et særskilt rige, nemlig til den ældste Dpal-gyi-ngon, Maryul of Mnah-ris, indbyggerne ved hjælp af sorte buer, ru-thogs i øst og Hgog-guldminen; nærmere denne vej Lde-mchog-dkar-po; ved grænsen ra-ba-dmar-po; Wam-le, til toppen af passet til Yi-mig-klippen."
Fra en gennemgang af det ovennævnte arbejde er det åbenlyst og tydeligt, at Rudokh var en integreret del af Ladakh, og selv efter familiedelingen fortsatte Rudokh med at være en del af Ladakh. Maryul betyder lavland var et navn givet til en del af Ladakh. Selv på daværende tidspunkt, det vil sige i det 10. århundrede, var Rudokh en integreret del af Ladakh og Lde-mchog-dkar-po, dvs. Demchok var også en integreret del af Ladakh.

## Zhangzhungs historie

### Paleolithiske fund
Pollen- og træringsanalyse indikerer, at Chang Tang-plateauet var et meget mere levende miljø, indtil det blev tørre og koldere startende omkring 1500 f.Kr. En teori er, at civilisationen etablerede sig på plateauet, da forholdene var mindre hårde, så lykkedes det at fortsætte mod gradvist forværrede klimatiske forhold, indtil den endeligt udløber omkring 1000 (området bruges nu kun af nomader). Denne tidsramme svarer også til stigningen af de tibetanske riger i de sydlige dale, hvilket også kan have bidraget til nedgangen i plateaukulturen.

### Jernalderkulturen i Chang Tang-Zhangzhung
Arkæologisk arbejde på Chang Tang-plateauet finder tegn på en jernalderkultur, som nogle har identificeret som Zhangzhung. Denne kultur er kendt for følgende egenskaber:
- et system af bakketopforsvarsværker, der sandsynligvis blev anvendt som forsvar mod Stepas-stammerne i Centralasien, som fx skytherne
- begravelseskomplekser, der bruger lodrette gravsten, lejlighedsvis i store rækker, og indbefatter op til 10.000 grave på ét sted
- stentempler beliggende i bjergene støder op til sletterne, kendetegnet ved vinduesløse værelser, corbelled sten tage og runde vægge
- beviser for en stratificeret social struktur, som angivet af kongelige eller prinses gravene
- petroglyffer, der viser kulturen, var en krigshestkultur

Disse egenskaber svarer bedre til jernalderkulturerne i Europa og de asiatiske stepper end Indien eller Østasien, hvilket tyder på en kulturel indflydelse, der kom fra vest eller nord i stedet for øst eller syd.

## Erobringen af Zhangzhung
Der er en vis forvirring om, hvorvidt det central Tibet erobrede Zhangzhung under Songtsän Gampos regeringstid (605 eller 617-649) eller i regeringen under Trisong Detsen (Wylie: Khri-srong-lde-btsan), (755 til 797 eller 804). Tang-annalernes optegnelser synes imidlertid at placere disse begivenheder tydeligt i Songtsän Gampo's regering, for de siger, at i 634 underlagde Yangtong (Zhangzhung) og forskellige Qiang-stammer, "sig helt ham." Efter dette forenede han landet med Yangtong-riget for at besejre 'Azha eller Tuyuhun, og overvandt der efter endnu to Qiang-stammer, før de truede Songzhou med en hær på mere end 200.000 mand. Han sendte der efter en udsending med gaver af guld og silke til den kinesiske kejser for at bede om en kinesisk prinsesse i ægteskab og, da han fik afslag, angreb Songzhou. Han tilbagekaldte tilsyneladende til sidst hæren og undskyldte sin fremfærd, og senere gav kejseren sit samtykke.
Tidlige tibetanske kilder oplyser, at den tibetanske konge og Zhangzhungs konge havde gift sig med hinandens søstre i en politisk alliance. Imidlertid klagede den tibetanske kone til Zhangzhungs konge over dårlig behandling af kongens medkone. En krig fulgte, og gennem den tibetanske prinsesses forræderi blev "Kong Ligmikya af Zhangzhung, mens han var på vej til Sum-ba (Amdo-provinsen) rammet og dræbt af kong Srongtsen Gampos soldater. Som følge heraf blev Zhangzhung-rige annekteret Bod (Central Tibet). Derefter blev det nye kongerige født af foreningen af Zhangzhung og Bod kendt som Bod rGyal-khab." RA Stein placerer erobringen af Zhangzhung til 645.

## Opstanden i Zhangzhung i 677
Zhangzhung gjorde oprør kort efter kong Mangsong Mangtsens død eller Trimang Löntsän (Wylie: Khri-mang-slon-rtsan, s. 650-677), Songtsän Gampos søn, men blev bragt tilbage under tibetansk kontrol af "fast styring af de store ledere af Mgar-klanen ". 